# Páfosz kerület
A Páfosz kerület a Ciprusi Köztársaság egyik közigazgatási kerülete. A kerület a sziget nyugati oldalán helyezkedik el, így nagyrészt a Földközi-tenger öleli körül, keletről pedig a Nicosia kerülettel és a Limassol kerülettel határos. 
Területe a Tróodosz-hegységből, illetve egy keskeny part menti síkságból áll. Északnyugati részén helyezkedik el az Akámasz félsziget.

## Népesség
A kerületet a 2011-es népszámláláskor 88 276 fő lakta.
| Lakosok száma | 28 424 | 31 674 | 38 508 | 42 330 | 53 891 | 58 159 | 46 565 | 45 562 | 66 115 | 88 276 |
|               | 1881   | 1891   | 1911   | 1921   | 1946   | 1960   | 1976   | 1982   | 2001   | 2011   |

## Települések
Közigazgatási központja Páfosz városa.

## Közlekedés
A kerületet a sziget déli partvonala mentén éri el az A6-os autópálya.
Páfosz mellett található Ciprus második legnagyobb reptere, a Páfoszi nemzetközi repülőtér.